# Filimer
Filimer — syn Gadariga. Według Jordanesa piąty po Berigu, król Gotów, który wyprowadził Gotów z Gothiskandzy (Pomorze Gdańskie) do ziemi Oium (Ukraina). 
Wedle zapisanej przez Jordanesa legendy w czasie wędrówki wykrył w swym plemieniu czarownice (Haliurunny), które wypędził na pustkowia. Tam zespoliły się one z nieczystymi duchami i wydały na świat Hunów:

„…dziki […] karłowaty, szpetny i wątły niby rodzaj ludzki, nieznany z innego głosu prócz kwilenia na podobieństwo ludzkiej mowy […] nie znał innego zajęcia prócz polowania […] mącił pokój sąsiednich szczepów podchodami i grabieżami.”

W holenderskiej Lejdzie zachował się rękopis z XII w., w którym tak rozbudowano tą legendę:

„Hunowie – owoc niesławnego związku, to znaczy demonów – po tym jak odnaleźli przy pomocy łani drogę przez bagna Meotydy, napadli na Gotów, których pobili doszczętnie ze względu na niebywały lęk, jaki wywołali. Od tej pory rozpoczęło się niszczenie całego Cesarstwa, kontynuowane przez Hunów, Wandalów, Gotów i Alanów. Ze względu na te zniszczenia wszyscy mężowie uczeni z tej strony morza pouciekali do krajów zamorskich, mianowicie do Irlandii, i tam wszędzie, gdzie zatrzymali się, za ich sprawą znacznie rosła oświata mieszkańców tych regionów.”

Filip Kallimach, również nawiązał do tego przekazu w swojej biografii Attyli, ale jego zdaniem pramatkami Hunów były nie czarownice, lecz kobiety: 

„wyróżniające się nieprzeciętnością i hardością ducha.”